# Сирия (римская провинция)
Си́рия (лат. Provincia Syria, др.-греч. ἐπαρχία Συρίας) — римская провинция. Присоединена в 64 году до н. э. Гнеем Помпеем «Великим» как следствие его военного присутствия после победы в 3-й Митридатовой войне. Она оставалась под властью Рима, а после — и Византии, в течение семи веков, вплоть до 637 года, когда пала в ходе арабских завоеваний.

## Период принципата
В период ранней империи римская армия в Сирии насчитывала три легиона со вспомогательными войсками, которые защищали границу с Парфией. После раздела Иудеи на тетрархии в 6 году, она постепенно была присоединена к римским провинциям, а Римская Сирия пополнилась Итуреей и Трахонитисом около 34 года. Силы сирийской провинции принимали непосредственное участие в Первой иудейско-римской войне 66–70 годов. В 66 году Цестий Галл, легат Сирии, привёл сирийскую армию на базе Legio XII Fulminata, усиленную вспомогательными войсками, чтобы восстановить порядок в Иудее и подавить восстание. Однако легион попал в засаду и был уничтожен еврейскими повстанцами в битве при Бет-Хороне, что шокировало римское руководство. Затем будущему императору Веспасиану было поручено подавить еврейское восстание. Летом 69 года Веспасиан с поддерживающими его сирийскими частями начал свою попытку стать римским императором. Он победил своего соперника Вителлия и правил как император в течение десяти лет, когда ему наследовал его сын Тит.
С конца II века несколько знатных сирийцев входили в Римский сенат, например, Тиберий Клавдий Помпеян и Гай Авидий Кассий. В 193 году от провинции отделилась т. н. Полая Сирия. В III веке сирийцы даже достигли имперской власти, создав династию Северов. С 260 по 273 годы Сирия была частью отколовшегося Пальмирского царства.

## Период домината
После реформ Диоклетиана обе провинции стали частью диоцеза Восток. В 330—350 годы из территорий Полой Сирии вдоль западного берега Евфрата и бывшей области Коммагена была создана Евфратская провинция, со столицей Иераполис. Затем, после ок. 415 года, Полая Сирия разделилась на Сирия I, со столицей в Антиохии, и Сирия II, со столицей Апамея на Оронте.

## Византийский период
В 528 году император Юстиниан I из территорий обеих провинций выделил небольшую прибрежную провинцию Феодорию.
Регион оставался одним из важнейших в Византийской империи. В 609—628 годы он был оккупирован Сасанидами, затем восстановлен императором Ираклием I, но снова потерян из-за мусульманских завоеваний после битвы при Ярмуке и падении Антиохии в 637 году.